# Ульяновка (Ленінградська область)
Ульяновка (рос. Ульяновка) — міське селище у Тосненському районі Ленінградської області Російської Федерації.
Населення становить 12 213 осіб. Належить до муніципального утворення Ульяновське міське поселення.

## Історія
Населений пункт розташований на історичній землі Іжорія.
Згідно із законом від 22 грудня 2004 року № 116-оз належить до муніципального утворення Ульяновське міське поселення.

## Населення
| 1939    | 1959    | 1970    | 1979    | 1989    | 2002    | 2006    |
| ------- | ------- | ------- | ------- | ------- | ------- | ------- |
| 11 609  | ↗16 493 | ↘16 017 | ↘14 117 | ↘9595   | ↘9244   | ↗9500   |
| 2009    | 2010    | 2011    | 2012    | 2013    | 2014    | 2015    |
| ↗9569   | ↗11 601 | ↗11 690 | ↗12 027 | ↗12 196 | ↗12 565 | ↗12 688 |
| 2016    | 2017    | 2018    | 2019    | 2020    |         |         |
| ↘12 650 | ↘12 649 | ↘12 533 | ↘12 385 | ↘12 213 |         |         |